# Brzorezni čelik
Brzorezni čelik, HS ili HSS (engl. High Speed Steel) je vrsta alatnog čelika, predviđen za rad u uvjetima povišene i visoke temperature oštrice tj. za rezanje velikim brzinama. Najčešće su brzorezni čelici u radu izloženi lokalnom zagrijavanju do ≈ 600 °C (ponekad i 1000 °C), trošenju, te udarnom djelovanju obratka na alat. Kemijski sastav ove skupine čelika karakterizira povišeni udio ugljika (0,7 - 1,3%) i legiranje jakim karbidotvorcima poput kroma, volframa, vanadija i molibdena. Povišeni udio ugljika utječe na stvaranje karbida koji su postojani i pri povišenim temperaturama. Poput svih alatnih čelika brzorezne čelike karakterizira višefazna mikrostruktura sastavljena od metalne osnove i karbida. Složena legiranost brzoreznih čelika uzrokom je pojave različitih vrsta karbida.
Najčešće se javljaju karbidi tipa M6C (npr. Fe3W3C, Fe4W2C), M23C6 (npr. Cr23C6), MC (npr. VC, V4C3), M2C (npr. W2C, Mo2C) itd. Od navedenih karbida najlakše je topiv karbid Cr23C6 koji nestaje već pri zagrijavanju do 1050 °C. Najteže se otapaju karbidi tipa MC koji, iako ih ima najmanje, počinju s otapanjem tek oko 1200 °C, te se nikada ne otope u potpunosti. Navedeni sastav i postignuta mikrostruktura brzoreznih čelika dovodi do postizanja izvrsne otpornosti na trošenje i popuštanje pri radnim temperatrama 500 - 600 °C. Međutim, to sve uzrokuje izrazito nisku žilavost. Budući da brzorezni čelici podrazumijevaju izrazito visok stupanj legiranosti predstavljaju najskuplju skupinu alatnih čelika. Visok udio legirajućuh elemenata osigurava brzoreznim čelicima ledeburitnu mikrostrukturu koju karakterizira povećana krhkost.

## Povijest
Razvoj modernih industrijskih alata doživljava tehnološku revoluciju u drugoj polovici 19. stoljeća. U tom razvoju najvažnije je istaknuti sljedeće godine:
- 1868. Mushetov čelik (2% C, 7% W, 2,5% Mo),
- 1898. Taylor-Whiteov brzorezni čelik (1,85% C, 3,8% Cr, 8% W),
- 1904. J. A. Mathews - brzorezni čelik s vanadijem,
- 1910. razvoj volframovih čelika za topli rad,
- 1912. dodatak kobalta u alatne čelike,
- 1930. započinje razvoj brzoreznih čelika legiranih molibdenom.

## Vrste brzoreznih čelika
Prema kemijskom sastavu brzorezni čelici se mogu podijeliti u sljedeće skupine: 
- čelici s 18% volframa (npr. S 18-0-1, S 18-1-2-10),
- čelici s 12% volframa (npr. S 12-1-4, S 12-1-2-5),
- čelici s 10% volframa (npr. S 10-4-3-10),
- W-Mo čelici (npr. S 6-5-2, S 6-5-2-5),
- Mo-čelici (npr. S 2-9-1),

Prema svojstvima i primjeni brzorezni čelici se mogu podijeliti u sljedeće skupine:
- brzorezni čelici posebno otporni na popuštanje (gruba obrada). Na primjer S10-4-3-10 s 1,3% ugljika (Č. 9683) koji ima primjenu kao: tokarski noževi i glodala za fini i za grubi rad, alat za drvo, profilirani alat, alat za rad na automatima.
- brzorezni čelici posebno otporni na trošenje (fina obrada). Na primjer S12-1-4-5 s 1,35% C (Č. 9681) koji ima primjenu kao: tokarski noževi za finu obradu i za obradu na automatima, alat za narezivanje, alat za rad uz nedovoljno hlađenje.
- brzorezni čelici posebno otporni na udarce (žilavi). Na primjer S18-0-1 s 0,75% C (Č. 6880) koji zbog svoje opće neosjetljivosti pri toplinskoj obradi često se primjenjuje za: spiralna svrdla, narezna svrdla, glodala, igle za provlačenje, alate s finom oštricom, tokarske i blanjačke noževe, razvrtala.
- brzorezni čelici najmanje osjetljivi pri toplinskoj obradi. Na primjer S18-1-2-5 s 0,80% C (Č. 6980) koji ima primjenu kao: tokarski i blanjački noževi za grubu obradu, alati za obradu austenitnih čelika i vatrootpornih čelika.
- brzorezni čelici najlakše obradivi odvajanjem čestica. Na primjer S12-1-2 s 0,95% C (Č. 6882) koji ima primjenu kao: rezni alati za obradu materijala srednje čvrstoće, tokarski noževi, glodala, profilna glodala, razvrtala, kružne i tračne pile za metal i drvo, spiralna svrdla.[3]

## Toplinska obrada brzoreznih čelika
Brzorezni čelici se uobičajeno isporučuju u meko žarenom stanju (tvrdoća 240 - 300 HB). Budući da pripadaju grupi ledeburitnih (podeutektičkih) čelika, temperatura austenitizacije ove skupine čelika je izrazito visoka (1200 - 1300 °C), tj. svega 20 °C ispod solidus temperature. Pri tim temperaturama austenit otapa dovoljno ugljika (0,5 - 0,6%), što je glavni preduvjet za postizanje visoke tvrdoće martenzita nakon kaljenja. Radi postizanja dovoljnog sadržaja ugljika u austenitu na temperaturi austenitizacije treba se raspasti i oko 2/3 obujma svih karbida (nalaze se u obliku karbidne mreže), te njihove sastavne dijelove otopiti u austenitu. Otapanje karbida je difuzijski proces ovisan o temperaturi i vremenu zadržavanja (austenitizacije). Kod nedovoljnog vremena austenitizacije ne postiže se dovoljna koncentracija ugljika u austenitu. Nasuprot tome, predugo držanje na visokim temperaturama uzrokovat će porast austenitnog kristalnog zrna. Stoga je nužno za svaki brzorezni čelik utvrditi optimalne parametre austenitizacije.
Radi visokog sadržaja legirajućih elemenata brzorezni čelici imaju slabu toplinsku vodljivost, te su vrlo osjetljivi na način zagrijavanja. Toplinska obrada brzoreznih čelika je izrazito složena, tako da se često provodi predgrijavanje u tri stupnja (550, 850 i 1050 °C) radi osjetljivosti čelika na nagle promjene temperature. 
Visoki udio legirajućih elemenata u brzoreznim čelicima utječe na njihovu visoku prokaljivost, pa se za kaljenje smiju koristiti blaža sredstva poput ulja, termalne kupke (tzv. “martempering“ postupak) ili struje plinova (npr. u vakuumskoj peći). Gašenjem do sobne temperature ne postiže se temperatura završetka martenzitne pretvorbe (Mf), pa se mikrostruktura zakaljenog brzoreznog čelika sastoji od martenzita, zaostalog austenita i neotopljenih karbida. Nakon popuštanja (540 - 590 °C) iz zaostalog austenita se izdvaja ugljik, te nastaju karbidi popuštanja. Nastankom karbida popuštanja smanjuje se koncentracija ugljika u zaostalom austenitu, pa dolazi do porasta temperatura Ms i Mf. Naknadnim hlađenjem do sobne temperature iz zaostalog austenita izdvaja se sekundarni martenzit. Sekundarni martenzit dovodi do pojave sekundarnog otvrdnuća (sekundarna tvrdoća), tako da nakon popuštanja tvrdoća može narasti na ∼ 66 HRC. Uglavnom se provodi višekratno popuštanje (2 - 3 puta), zbog pojačavanja učinka sekundarnog otvrdnjavanja.